# David Lopes Dias
David Lopes Dias (Amsterdam, 18 september 1884 - Mauthausen, 10 juli 1942) was een Nederlands politicus en verzetsstrijder tijdens de Tweede Wereldoorlog.

## Jeugd en werkzaamheden
Lopes Dias werkte als schoenmaker in Amsterdam, maar vertrok vanwege zijn gezondheid naar Hilversum, waar hij politiek actief werd in de SDAP. Hij was in 1912 getrouwd met Trijntje Gnodde, die niet Joods was. Van 1919 tot 1940 was hij lid van de gemeenteraad voor de SDAP en van 1922 tot 1923 en van 1927 tot 1940 wethouder. Lopes Dias en zijn vrouw kregen drie dochters, die alle drie de oorlog overleefden en van wie Emmy Lopes Dias als actrice na de oorlog bekendheid verwierf.

## Oorlog
Op 14 mei 1940, vier dagen na de Duitse inval verdween Lopes Dias plotseling uit Hilversum. De burgemeester verklaarde later dat hij een "geheime opdracht" had en vaststaat dat hij in het verzet zat. Na een paar maanden was hij plotseling weer teruggekeerd en nam zijn plaats als wethouder weer in op 4 september. Lopes Dias schreef artikelen tot in de oorlog tegen het nazisme. Toen Hilversum eind oktober een NSB-burgemeester kreeg, Von Bönninghausen, nam Lopes Dias ontslag en werd kort daarna gearresteerd en weggevoerd. Hij schreef een brief die in de plaatselijke pers werd gepubliceerd. Na zijn arrestatie werd hij gedeporteerd naar het concentratiekamp Mauthausen, waar hij in 1942 overleed.

## Nalatenschap
Aan Lopes Dias herinnert een straatnaam in Hilversum-Noord en een woongemeenschap aldaar. Ook naar hem genoemd is de David Lopes Dias Prijs, die de Partij van de Arbeid tweejaarlijks toekent op initiatief van Felix Rottenberg aan initiatieven op het gebied van lokaal bestuur.

## Boek
In 1952 verscheen bij de Arbeiderspers een boekje van 27 pagina's  over Lopes Dias met de titel In memoriam David Lopes Dias.